# Arcidiocesi di Saint Andrews ed Edimburgo

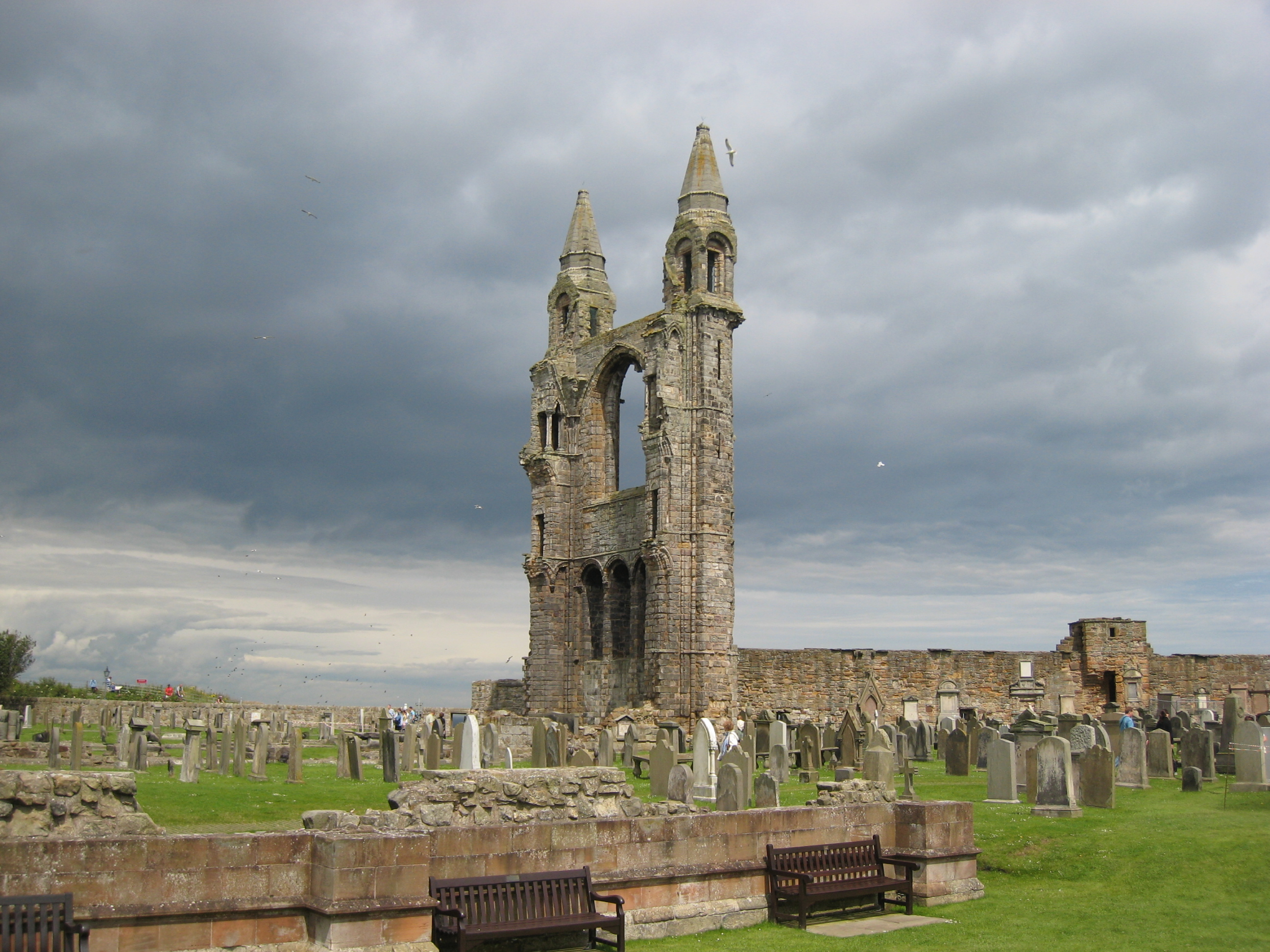
Rovine della cattedrale di Saint Andrews

L'arcidiocesi di Saint Andrews ed Edimburgo (in latino Archidioecesis Sancti Andreae et Edimburgensis) è una sede metropolitana della Chiesa cattolica in Scozia. Nel 2022 contava 123.500 battezzati su 1.606.000 abitanti. È retta dall'arcivescovo Leo William Cushley.

## Territorio
L'arcidiocesi comprende la città di Edimburgo, e le seguenti aree della Scozia: Scottish Borders, East Lothian, Midlothian, West Lothian, Falkirk; parte di Stirling e di Fife; infine comprende, nel Dunbartonshire Orientale, le parrocchie di Lennoxtown, Milton e di Campsie Torrance, e nel Lanarkshire Settentrionale la parrocchia di Kilsyth.
Sede arcivescovile è la città di Edimburgo, dove si trova la cattedrale di Santa Maria.
Il territorio è suddiviso in 109 parrocchie.

## Storia

### Antica arcidiocesi di Saint Andrews
Il monastero di Saint Andrews fu fondato attorno alla metà dell'VIII secolo, probabilmente durante il regno di Óengus I, re dei Pitti. Esso divenne ben presto sede di un abate-vescovo, il più importante della Scozia. Primo vescovo conosciuto è Fothad.
Nel 1300 la diocesi comprendeva all'incirca 232 chiese parrocchiali, suddivise in due arcidiaconati e otto decanati territoriali:
- arcidiaconato di Saint Andrews, con i decanati di Angus, Fife, Fothriff, Gowrie e Mearns;
- arcidiaconato di Lothian, con i decanati di Haddington, Linlithgow e Merse.

Il 17 agosto 1472 la diocesi fu elevata al rango di arcidiocesi metropolitana con la bolla Triumphans Pastor Aeternus di papa Sisto IV; essa aveva 8 diocesi suffraganee: Aberdeen, Brechin, Caithness, Dunblane, Dunkeld, Moray, Orcadi e Ross.
L'ultimo arcivescovo cattolico di Saint Andrews fu John Hamilton, deceduto nel 1571. Gli succedette John Douglas che ruppe la comunione con la Santa Sede e instaurò la serie dei vescovi della Chiesa episcopale scozzese. L'arcidiocesi episcopale di Saint Andrews fu soppressa nel 1688, quando la rivoluzione di Guglielmo III d'Orange trasformò la Chiesa di Scozia ufficiale (l'unica pienamente legale) in senso presbiteriano-calvinista (ma continuò nella proibita Chiesa episcopale scozzese, sostenitrice dei deposti Stuart).

### Sede di Edimburgo
La prefettura apostolica di Scozia fu eretta da papa Innocenzo X il 13 ottobre 1653. Innocenzo XII elevò la prefettura apostolica a vicariato apostolico il 16 marzo 1694.
Il 23 luglio 1727 il vicariato si divise dando origine al vicariato apostolico del Distretto degli Altopiani e alla presente circoscrizione, che assunse il nome di vicariato apostolico del Distretto della Pianura (Lowland District of Scotland).
Il 13 febbraio 1827 con il breve Quanta laetitia di papa Leone XII esso fu diviso nuovamente dando origine al vicariato apostolico del Distretto Occidentale e alla presente circoscrizione, che mutò il nome in vicariato apostolico del Distretto Orientale (Eastern District of Scotland).
L'arcidiocesi fu ripristinata con il nome attuale il 4 marzo 1878 con la bolla Ex supremo Apostolatus di papa Leone XIII.

## Cronotassi dei vescovi
Si omettono i periodi di sede vacante non superiori ai 2 anni o non storicamente accertati.

### Vescovi prima della Riforma
- Fothad I †
- Cellach I †
- Máel Ísu I †
- Cellach II †
- Máel Muire †
- Máel Ísu II †
- Ailín †
- Máel Dúin †
- Túathal †
- Fothad II †
- Gregory (o Giric) †
- Cathróe †
- Turgot † (1109 - 31 marzo 1115 deceduto)
- Eadmer † (1117 o 1120 eletto)
- Robert † (1122 - 1159 deceduto)
- Ernald † (1160 - settembre 1162 deceduto)
- Richard the Chaplain † (1163 - 5 maggio 1175 deceduto)
- Hugh † (1178 - 4 agosto 1188 deceduto)
- Roger de Beaumont † (1189 - 7 luglio 1202 deceduto)
- William de Malvoisin, O.F.M. † (1202 - 1238 deceduto)
- David de Bernham † (1º ottobre 1239 - 26 aprile 1253 deceduto)
- Abel de Gullane † (20 febbraio 1254 - 1254 deceduto)
- Gamelin † (1º luglio 1255 - 28 aprile 1271 deceduto)
  - Sede vacante (1271-1273)
- William Wishart † (15 maggio 1273 - 28 maggio 1279 deceduto)
- William Fraser † (21 maggio 1280 - 20 agosto 1297 deceduto)
- William de Lamberton † (17 giugno 1298 - 1328 deceduto)
- James Bane † (1º agosto 1328 - 22 settembre 1332 deceduto)
  - Sede vacante (1332-1342)
- William de Landallis † (18 febbraio 1342 - 15 ottobre 1385 deceduto)
- Walter Trail † (29 novembre 1385 - 1401 deceduto)
- Henry Wardlaw † (10 settembre 1403 - 9 aprile 1440 deceduto)
- James Kennedy † (28 maggio 1440 - 10 maggio 1465 deceduto)
- Patrick Graham † (15 dicembre 1465 - 1476 elevato arcivescovo nel 1472, poi deposto)
- William Scheves † (13 settembre 1476 - 28 gennaio 1497 deceduto)
- James Stewart † (20 settembre 1497 - 17 gennaio 1504 deceduto)
- Alexander Stewart † (10 maggio 1504 - 9 settembre 1513 deceduto)
  - Innocenzo Cybo † (13 ottobre 1513 - 1514 dimesso) (amministratore apostolico)
- Andrew Forman † (13 novembre 1514 - 1522 deceduto)
- James Beaton † (10 ottobre 1522 - 1539 deceduto)
- David Beaton † (1539 succeduto - 29 maggio 1546 deceduto)
- John Hamilton † (28 novembre 1547 - aprile 1571 deceduto)[2]

### Vescovi dopo la Riforma
- William Ballantine † (13 ottobre 1653 - 2 settembre 1661 deceduto)
- Alexander Winchester † (12 giugno 1662 - luglio 1693 dimesso)[3]
- Thomas Nicolson † (7 settembre 1694 - 12 ottobre 1718 deceduto)
- James Gordon † (12 ottobre 1718 succeduto - 18 febbraio 1746 deceduto)
- Alexander Smith † (18 febbraio 1746 succeduto - 21 agosto 1767 deceduto)
- James Grant † (21 agosto 1767 succeduto - 3 dicembre 1778 deceduto)
- George Hay † (3 dicembre 1778 succeduto - 24 agosto 1805 dimesso)
- Alexander Cameron † (24 agosto 1805 succeduto - 20 agosto 1825 dimesso)
- Alexander Paterson † (20 agosto 1825 succeduto - 30 ottobre 1831 deceduto)
- Andrew Carruthers † (28 settembre 1832 - 24 maggio 1852 deceduto)
- James Gillies † (24 maggio 1852 succeduto - 24 febbraio 1864 deceduto)
- John Menzies Strain † (2 settembre 1864 - 2 luglio 1883 deceduto)
- William Smith † (2 ottobre 1885 - 16 marzo 1892 deceduto)
- Angus McDonald † (15 luglio 1892 - 29 aprile 1900 deceduto)
- James August Smith † (30 agosto 1900 - 25 novembre 1928 deceduto)
- Andrew Thomas (Joseph) McDonald, O.S.B. † (19 luglio 1929 - 22 maggio 1950 deceduto)
- Gordon Joseph Gray † (20 giugno 1951 - 30 maggio 1985 ritirato)
- Keith Michael Patrick O'Brien † (30 maggio 1985 - 18 febbraio 2013 ritirato)
- Leo William Cushley, dal 24 luglio 2013

## Statistiche
L'arcidiocesi nel 2022 su una popolazione di 1.606.000 persone contava 123.500 battezzati, corrispondenti al 7,7% del totale.
| anno | popolazione | popolazione | popolazione | presbiteri | presbiteri | presbiteri | presbiteri                | diaconi | religiosi | religiosi | parrocchie |
| anno | battezzati  | totale      | %           | numero     | secolari   | regolari   | battezzati per presbitero | diaconi | uomini    | donne     | parrocchie |
| ---- | ----------- | ----------- | ----------- | ---------- | ---------- | ---------- | ------------------------- | ------- | --------- | --------- | ---------- |
| 1949 | 95.157      | 600.000     | 15,9        | 243        | 167        | 76         | 391                       |         | 78        | 353       | 74         |
| 1969 | 126.000     | 1.339.472   | 9,4         | 262        | 176        | 86         | 480                       |         | 161       | 405       | 99         |
| 1980 | 130.000     | 1.377.000   | 9,4         | 238        | 165        | 73         | 546                       |         | 113       | 371       | 111        |
| 1990 | 120.560     | 1.413.000   | 8,5         | 190        | 131        | 59         | 634                       |         | 83        | 263       | 100        |
| 1999 | 112.652     | 1.356.000   | 8,3         | 165        | 116        | 49         | 682                       | 1       | 62        | 177       | 95         |
| 2000 | 112.652     | 1.360.000   | 8,3         | 166        | 114        | 52         | 678                       | 1       | 64        | 180       | 94         |
| 2001 | 112.590     | 1.365.000   | 8,2         | 166        | 114        | 52         | 678                       | 1       | 62        | 171       | 94         |
| 2002 | 112.885     | 1.392.300   | 8,1         | 156        | 109        | 47         | 723                       | 1       | 59        | 166       | 108        |
| 2003 | 112.200     | 1.420.146   | 7,9         | 149        | 107        | 42         | 753                       | 1       | 53        | 162       | 108        |
| 2004 | 112.978     | 1.434.347   | 7,9         | 135        | 99         | 36         | 836                       | 1       | 46        | 157       | 106        |
| 2010 | 115.090     | 1.510.540   | 7,6         | 140        | 96         | 44         | 822                       | 4       | 50        | 109       | 113        |
| 2012 | 115.900     | 1.533.000   | 7,6         | 120        | 76         | 44         | 965                       | 4       | 52        | 93        | 113        |
| 2014 | 117.600     | 1.555.000   | 7,6         | 130        | 94         | 36         | 904                       | 3       | 42        | 88        | 112        |
| 2017 | 120.500     | 1.571.800   | 7,7         | 117        | 75         | 42         | 1.029                     | 6       | 48        | 89        | 109        |
| 2020 | 122.280     | 1.595.000   | 7,7         | 115        | 81         | 34         | 1.063                     | 9       | 36        | 80        | 109        |
| 2022 | 123.500     | 1.606.000   | 7,7         | 113        | 79         | 34         | 1.092                     | 9       | 36        | 80        | 109        |